# Bassia tomentosa
Bassia tomentosa é uma espécie de planta com flor pertencente à família Chenopodiaceae. 
A autoridade científica da espécie é (Lowe) Maire & Weiller, tendo sido publicada em Fl. Afr. Nord 8: 53. 1962.

## Portugal
Trata-se de uma espécie presente no território português, nomeadamente no Arquipélago da Madeira.
Em termos de naturalidade é nativa da região atrás indicada.

## Protecção
Não se encontra protegida por legislação portuguesa ou da Comunidade Europeia.